# Carlos Cutaia
Carlos Miguel Cutaia (Buenos Aires; 4 de noviembre de 1941) es un músico argentino conocido por haber sido tecladista de los grupos Pescado Rabioso y La Máquina de Hacer Pájaros. Compuso diversas bandas sonoras para espectáculos de danza y teatro.

## Biografía
En 1970 junto a los músicos Miguel Abuelo y Pomo Lorenzo formó El Huevo, un trío de rock-fusión. En 1972 fue convocado a participar de la banda Pescado Rabioso fundada por Luis Alberto Spinetta en la que tocaba el órgano Hammond y el piano. Luego de que el grupo se separó, en 1976 lo llamaron para tocar en el proyecto sinfónico de Charly García, La Máquina de Hacer Pájaros. 
En 1979 fundó, con su esposa, Carola el dúo Ce.Ce.Cutaia. Juntos grabaron Rota tierra rota.
Su primer disco solista lo grabó en 1983 Ciudad de tonos lejanos, junto al reconocido Oscar Moro. En 1985 grabó su segundo disco solista Carlos Cutaia Orquesta junto con Daniel Melero y Alejandro Oucinde. Dirigió la comedia musical Chicago en Santiago de Chile, compuso la ópera rock Romeo y Julieta (estrenada en el Teatro Coliseo de Buenos Aires). Integró la banda de músicos de dicha performance junto a Ricardo Lew, Fats Fernández, Jorge Navarro, Aquiles Roggero, Hugo Pierre, Osvaldo Fattoruso, Ricardo Sanz y Oscar Tissera, editado n 1983, para luego formar una productora de música publicitaria. Realizó los arreglos para la Sinfónica Nacional para la presentación junto a Memphis La Blusera en la grabación del disco En vivo en el Teatro Colón (2004).
Con Daniel Piazzolla en batería, Ezequiel Cutaia en contrabajo y Liliana Barrios en voz, grabó Para la guerra del tango (2004), trabajo por el cual recibió el Premio Carlos Gardel 2005 en la categoría «Tango - Nuevas formas». Una propuesta donde compone con una intención tanguera, incorporando libremente influencias de otros géneros musicales como el jazz, clásica contemporánea y el rock.
En el 2005 lanzó Sensación melancólica, acompañado por su hijo Ezequiel en contrabajo, Daniel Piazzolla en batería, Alejandro Guerschberg en bandoneón, Luis Roggero en violín y Liliana Barrios en voz, con la participación de Daniel Melingo en voz y Néstor Marconi en bandoneón.

## Discografía
- 1972: Desatormentándonos (Pescado Rabioso)
- 1973: Pescado 2 (Pescado Rabioso)
- 1974: La Biblia por El Ensamble Musical de Buenos Aires
- 1974: Damas negras (Carola)
- 1976: La máquina de hacer pájaros (La Máquina de Hacer Pájaros)
- 1977: Películas (La Máquina de Hacer Pájaros)
- 1979: Rota tierra rota (Ce-Ce Cutaia)
- 1980: Musica del Alma (Charly Garcia, set La Máquina de Hacer Pájaros)
- 1983: Ciudad de tonos lejanos
- 1985: Carlos Cutaia Orquesta
- 2004: Para la guerra del tango (ganador del premio Carlos Gardel)
- 2005: Sensación melancólica
- 2007: BA Ensimismado
- 2010: La cinta robada
- 2010: Spinetta y las Bandas Eternas
- 2014: Cutaia-Melero (ganador del premio Carlos Gardel)
- 2019: El pianista extendido
- 2022: Ilusión obstinada

## Filmografía
- Extrañas salvajes  (1988)